# کنولوالد
کنولوالد (به آلمانی: Knüllwald) یک شهر در آلمان است که در شوالم-ادر واقع شده‌است. کنولوالد ۴٬۸۹۵ نفر جمعیت دارد.